# متوسطانية الميسم
متوسطانية الميسم (الاسم العلمي:Mesostigmatophyceae) هي طائفة من النباتات الخضراء تتبع شعبة النباتات الكاريانية من فوق شعبة النباتات الملتوية.

## التصنيف
- طائفة متوسطانية الميسم
  - رتبة متوسطيات الميسم
    - فصيلة متوسطات الميسم
      - جنس متوسطة الميسم
        - نوع متوسطة الميسم الخضراء